# Werk für Signal- und Sicherungstechnik Berlin
Das Werk für Signal- und Sicherungstechnik Berlin (WSSB) war ein Volkseigener Industriebetrieb (VEB) der Deutschen Demokratischen Republik (DDR).

Logo des WSSB

## Chronik
Wegen des großen Bedarfs an Eisenbahnsicherungstechnik fand 1951/1952 ein Zusammenschluss mehrerer volkseigener Betriebe (VEB) statt. Davon betroffen waren der VEB Gaselan, VEB Weinitschke, VEB Elektro-Signal- und Maschinenbau Halle (Elsima), sowie das Unternehmen Signalbau Potsdam-Babelsberg.
Es entstand der VEB Signalbau Berlin, der am 1. Juli 1953 mit dem VEB Fernmeldewerk Treptow zum VEB Werk für Signal- und Sicherungstechnik (WSSB) Berlin vereinigt wurde. Fortan war es die einzige Produktionsstätte in der DDR für Signaltechnik und Stellwerke. Der Betrieb war zuletzt im Kombinat Automatisierungsanlagenbau eingebunden.
Nach der deutschen Wiedervereinigung, 1991 übernahm die Siemens AG das WSSB-Werk in Berlin-Treptow und gliederte es 1992 in den Geschäftsbereich Transportation Systems ein, der 2011 in die Division Mobility umstrukturiert wurde.
Am 1. August 2018 waren nahezu alle Beschäftigten des Treptower Standortes von einem Betriebsübergang betroffen, bei dem die Division Mobility zur Vorbereitung einer geplanten Fusion der Bahntechnikaktivitäten mit der französischen Alstom SA aus der Siemens AG herausgelöst und in eine eigenständige Siemens Mobility GmbH umgewandelt wurde. Nachdem die zuständige EU-Kommissarin im Februar 2019 die geplante Fusion aus Wettbewerbsgründen untersagt hatte, wurde sie nicht vollzogen und die Siemens Mobility GmbH verblieb als 100%-Tochter im Siemens-Konzern.
Heute arbeitet der Treptower Standort eng zusammen mit dem aus der Eisenbahnsignal-Bauanstalt Max Jüdel & Co. hervorgegangenen Siemens-Werk Braunschweig. Außerdem besteht eine enge Zusammenarbeit mit dem am 1. Dezember 2001 ebenfalls von Siemens übernommenen Geschäftsbetrieb der messMa Magdeburg GmbH & Co. Messgeräte KG in Irxleben, die aus der 1850 in Magdeburg gegründeten Firma Schäffer & Budenberg hervorgegangen war. Die drei Betriebe in Braunschweig, Irxleben und Berlin-Treptow unterstehen heute einer weitgehend gemeinsamen Verwaltung und Leitung.

## Produkte (Auswahl)

### Gleisbildstellwerke

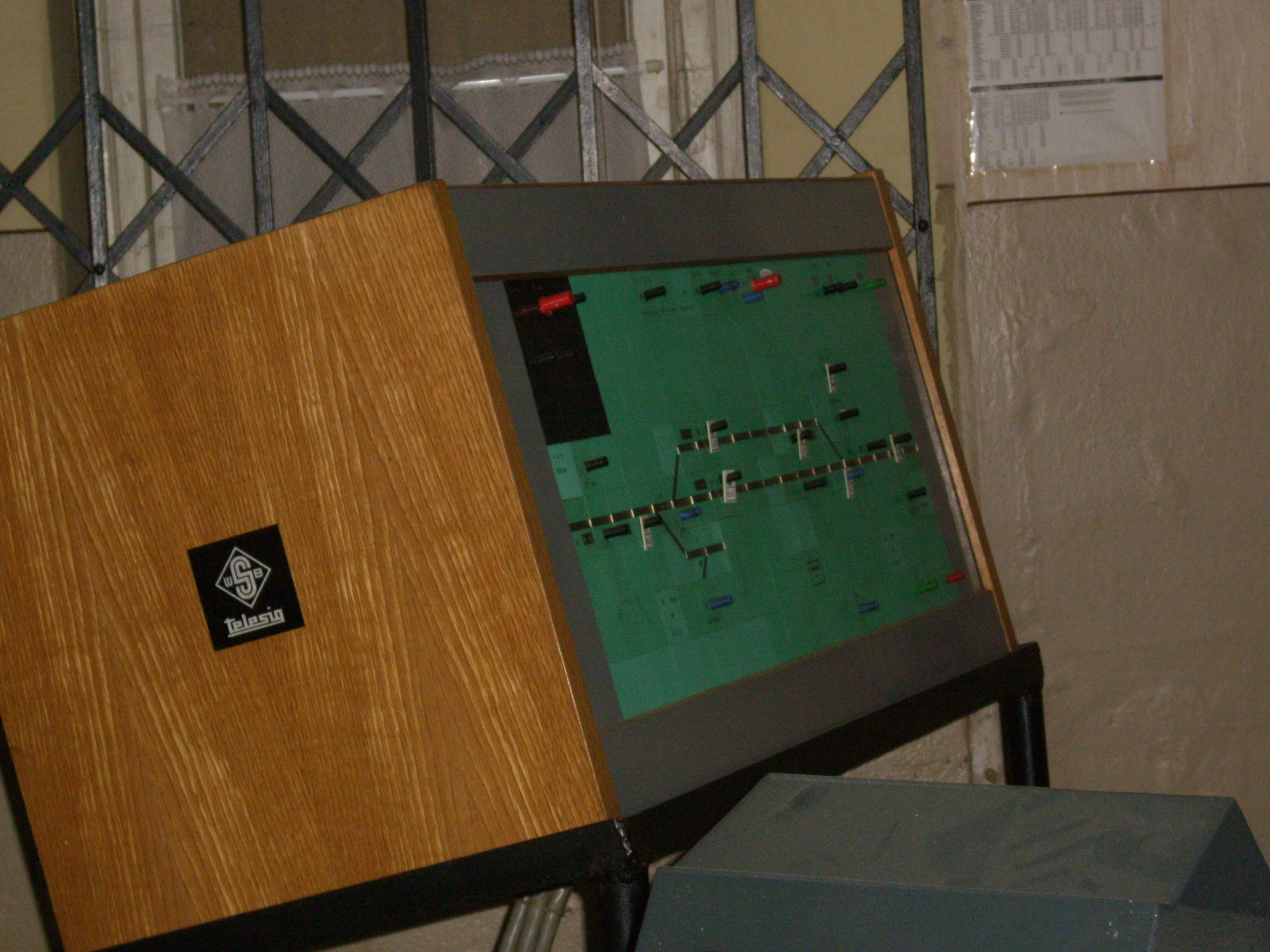
WSSB-GS II DR-Stellwerk in Arendsee (Altmark)

Bauformen für die Deutsche Reichsbahn:
Fahrstraßenprinzip:
- GS I DR, seit 1955
- GS II DR, seit 1958

Spurplanprinzip:
- GS II Sp 64 b, seit 1969
- GS III Sp 68, seit 1974
- GS III 8030, seit 1990[4]

Ablaufstellwerk:
- GS II A68

Industriebahnen:
- GS I IB
- GWS 56
- GS II IB
- GS II Sp 64 a (für Industriebahnen)

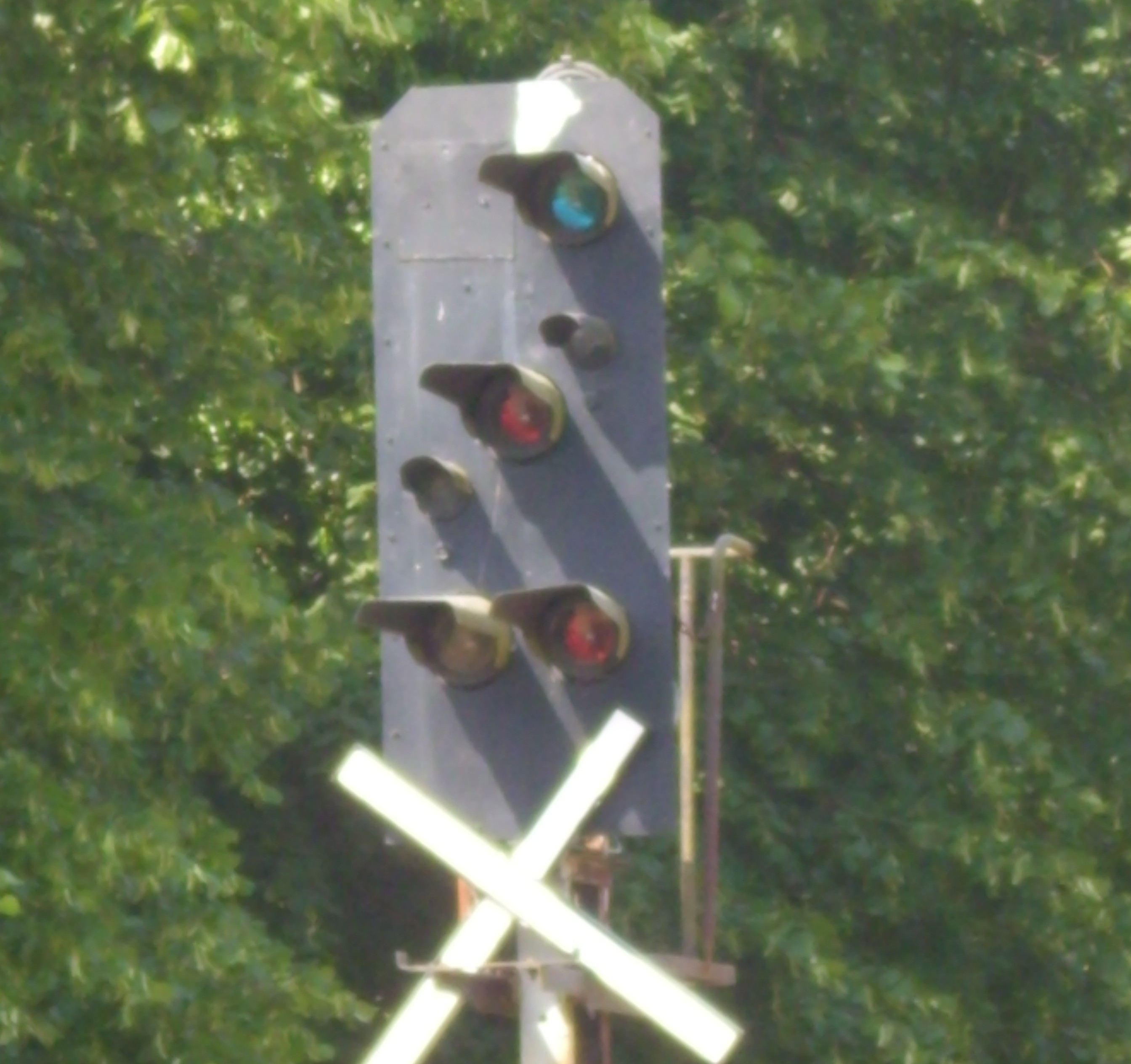
Ausgekreuztes WSSB-Hl-Signal in Arendsee (Altmark)

- GS II Sp 64 c (für die Berliner U-Bahn)
- GS II Sp 64 d (Exportausführung)
- GS III 8010, 8012

Automatischer Streckenblock:
- AB 1 63 (mit Vorgängerbauarten, basierend auf den Vorkriegsbauarten der Berliner S-Bahn)
- AB 2 64, 66 und 67 (für zweigleisige Strecken)
- AB 70 (Universalblock für alle denkbaren Anwendungsfälle)

Zudem Gleisfreimeldeanlagen als Gleisstromkreise und Achszähler.

### Signale
Unter anderem:
- Hl-Lichtsignale (Haupt- und Vorsignale)
- H/V-Lichtsignale (Haupt- und Vorsignale)
- Überwachungssignale
- Wartezeichen

### Wegübergangssicherungsanlagen

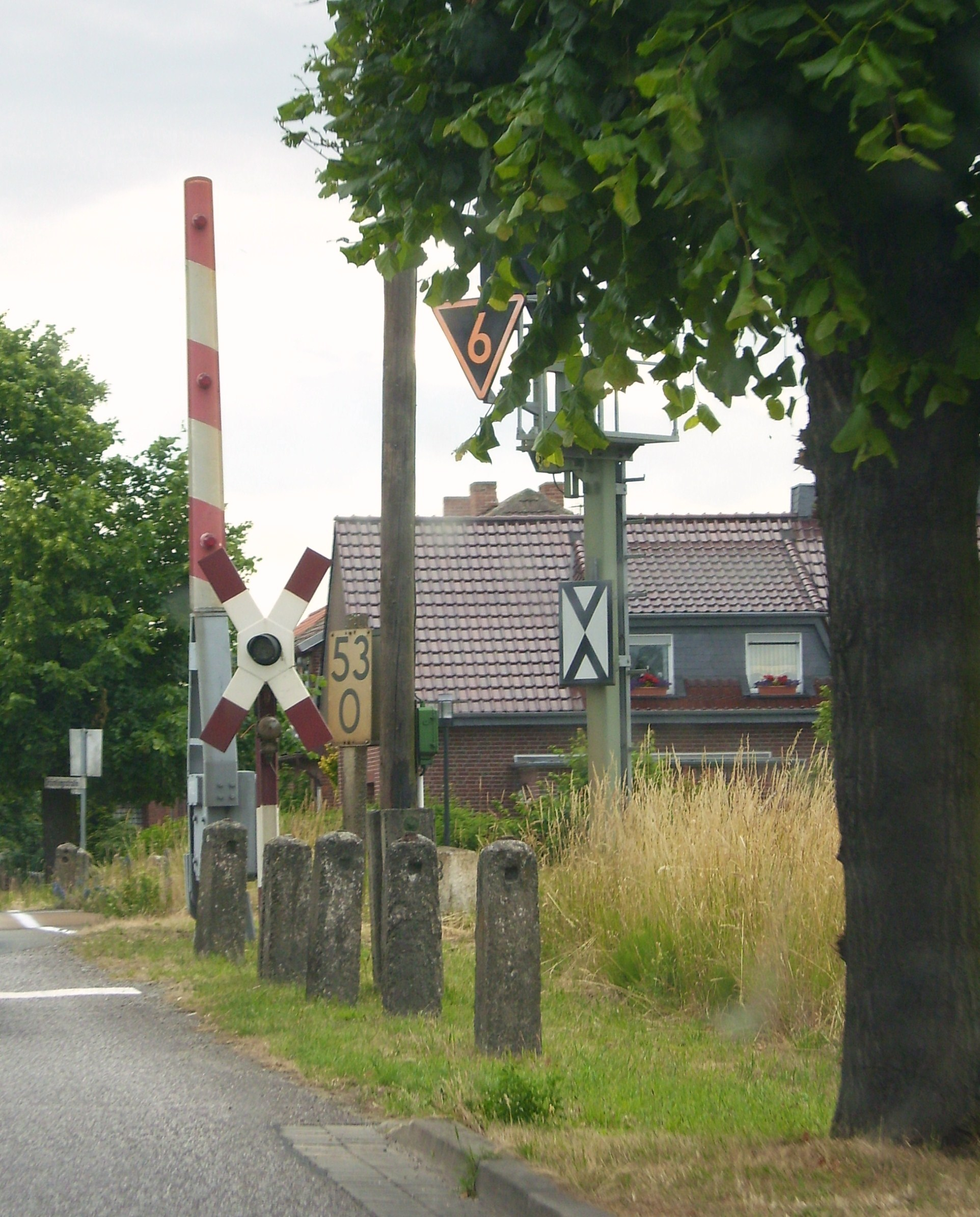
HS 64 b bei Oebisfelde

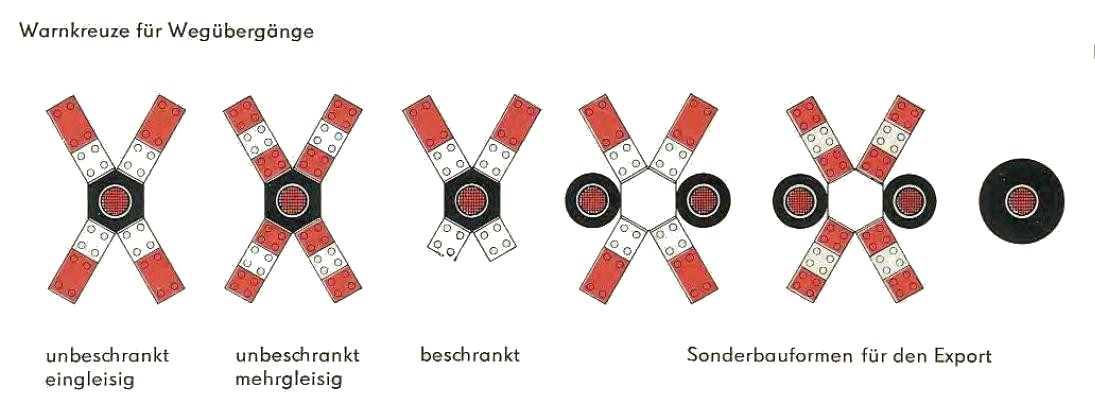
Warnkreuzarten des WSSB (für größeres Bild anklicken)

Auch Sicherungsanlagen für Bahnübergänge (früher Wegübergänge), abgekürzt WÜSA (heute BÜSA), stellte der VEB WSSB her.
- mVS (mechanische Vollschrankenanlage der Einheitsbauart)
- eVS 63 (elektrische Vollschrankenanlage)
- eVS 63 b (elektrische Vollschrankenanlage)
- eAS 63 (elektrische Anrufschrankenanlage, baugleich zur elektrischen Vollschrankenanlage)
- TS 63 (elektrische Torschrankenanlage, für den Einsatz an Zufahrten zu Betriebsgeländen, Kasernen u. dgl., baugleich zur elektrischen Vollschrankenanlage)
- HS 64 (zugbediente Halbschrankenanlage)
- HL 64 (zugbediente Haltlichtanlage)
- HS 64 b, HL 64 b (langjährige Regelbauart)
- HS 64 (Automatik, für den Einsatz an Strecken mit automatischem Streckenblock, es existiert eine Bahnhofs- und eine Streckenvariante)
- HS 64 c, HL 64 c (komplette Neuentwicklung mit Bauform-III-Relais und Vollschrankenantrieben)

Haltlichtanlagen unterscheiden sich bei WSSB-Bauarten von den Halbschrankenanlagen nur durch das Fehlen der Schrankenantriebe. Diese waren einfach nachrüstbar.

## Einsatz
Allein mit der Bauform GS II DR wurden im Lauf der Zeit über 800 Stellwerke ausgerüstet, hinzu kam eine Vielzahl von Stellwerken an Werkbahnen im Braunkohlentagebau. Im Jahr 2024 waren noch etwa 300 Stellwerke der Bauform GS II DR in Betrieb. Zugleich befanden sich noch etwa 140 Bahnübergangssicherungsanlagen von WSSB in Betrieb.